# Marko Haavisto

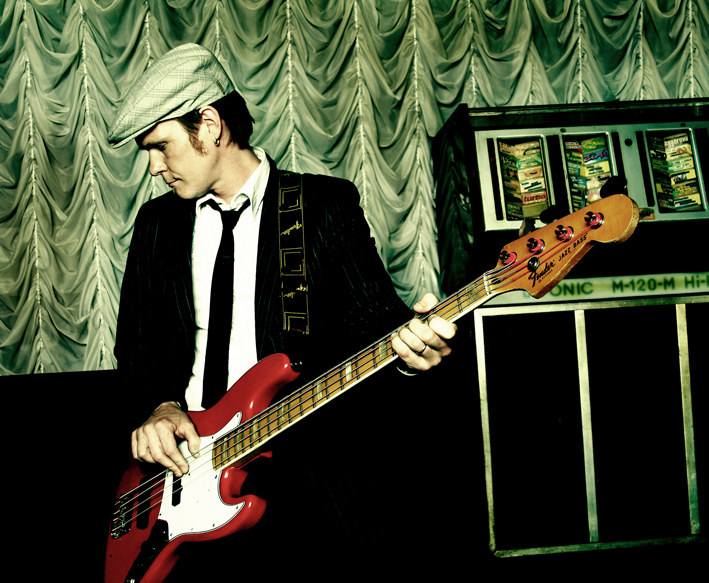
Marko Haavisto

Marko Haavisto (* 22. März 1970 in Lapinjärvi) ist ein finnischer Bassist und Sänger. Von 1988 bis 1993 war er Mitglied der Band Badding Rockers. Mit der Formation Marko Haavisto & Poutahaukat hatte er mehrere Auftritte in Filmen von Aki Kaurismäki, so in Dogs Have No Hell, Der Mann ohne Vergangenheit und im Film Die andere Seite der Hoffnung (Silberner Bär 2017 für beste Regie). Marko Haavisto & Poutahaukat spielen einen finnischen Mix aus Country, Rock, Hillbilly und Folk.

## Diskografie

### Alben
- Badding Rockers: Rock ’n’ roll keijukainen (1987)
- Badding Rockers: Rauhaton sydän (1989)
- Badding Rockers: Kolmas vuoro (1993)
- Marko Haavisto & Poutahaukat: Marko Haavisto & Poutahaukat (1997)
- Marko Haavisto & Poutahaukat: Täydellinen maailma (1999)
- Marko Haavisto & Poutahaukat: Lamppu palaa (2002)
- Marko Haavisto & Poutahaukat: Kunpa tietäisitkin (2004)
- Marko Haavisto & The Hanks: Ennemmin tai myöhemmin (2005)
- Marko Haavisto & Poutahaukat: Tässä ja nyt (2006)
- Marko Haavisto & Poutahaukat: Hollolasta Teksasiin (2007)
- Marko Haavisto: Luojalle rengiksi (2013)
- Kaarle Viikate & Marko Haavisto: Laulu tuohikorteista (2015)
- Marko Haavisto & Poutahaukat: Outolintu (2015)
- Kaarle Viikate & Marko Haavisto: Kuu on vaarallinen (2019)